# Urbs Reggina 1914 2016-2017
Questa voce raccoglie le informazioni riguardanti l'Urbs Reggina 1914 nelle competizioni ufficiali della stagione 2016-2017.

## Stagione
Per la Reggina la stagione si apre con il cambio di allenatore: il 12 luglio 2016, infatti, la società annuncia l'ingaggio di Karel Zeman, figlio del più famoso Zdeněk.
La squadra dopo un breve raduno presso l'Hotel President di Gallico, parte per il ritiro precampionato dal 23 luglio al 6 agosto 2016, presso il comune di Cotronei, in provincia di Crotone.
Il 18 giugno 2016 i curatori fallimentari della Reggina Calcio assegnano in affitto la società alla Urbs Reggina 1914 per la stagione 2016/2017, aggiudicandosela con un'offerta di 120.500 euro, la società presieduta da Mimmo Praticò riesce così a ottenere l'obbiettivo prefissato fin dalla sua nascita, diventare l'erede della storia ultracentenaria della Reggina, attualmente fino a giugno 2017, dopodiché si seguiranno le indicazioni della curatela fallimentare.
Il 26 luglio 2016, la FIGC ha dato il via libera alla società per il cambio di denominazione, che passa da Società Sportiva Dilettantistica Reggio Calabria a Urbs Reggina 1914., ottenendo così lo storico nome grazie alla concessione da parte dei due curatori fallimentari
Il 4 agosto 2016 una delibera della FIGC conferma il ripescaggio della Reggina in Lega Pro.
Il 30 aprile 2017 in occasione della penultima gara di campionato nel campo della Fidelis Andria la Reggina ottiene la matematica certezza della permanenza in lega pro.
Gli abbonati per la stagione sono 2.758.

## Centro Sportivo
Il 4 ottobre 2016 la Reggina dopo 1 anno e 4 mesi fa finalmente ritorno nella sua casa, il Centro Sportivo Sant'Agata.

## Organigramma societario
Area direttiva
- Presidente: Mimmo Praticò
- Vicepresidente: Giuseppe Praticò
- Direttore generale: Gabriele Martino[13]
- Segretario: Domenico Damato

Area tecnica
- Allenatore: Karel Zeman
- Allenatore in seconda: Ivan Franceschini
- Allenatore Portieri: Antonio Fischetti
- Preparatore Atletico: Prof.Carmelo Praticò
- Medico Sociale: Pasquale Favasuli
- Recupero Infortuni: Ollio Antonino
- Fisioterapista: Dascoli Francesco
- Collaboratore: Princiotta Luca
- Addetti al Magazzino: Tavilla Domenico; Vilasi Giuseppe

## Divise e sponsor
Lo sponsor tecnico per la stagione 2016-2017 è la Onze.
Per la gara del 21 gennaio 2017 contro l'Akragas la Reggina ha indossato la maglia celebrativa nera per i 103 anni di storia.
Gli sponsor di maglia sono stati:
- Ecoenergy
- Polimeno Pietro srl - ingrosso cartoleria e cancelleria
- Cliche moda
- Apollo Tyres pneumatici
- Generali assicurazioni

| Casa | Trasferta | celebrativa |

## Rosa
Rosa aggiornata al 31 gennaio 2017.
| N. |                      | Ruolo | Calciatore             |
| -- | -------------------- | ----- | ---------------------- |
| 1  | Italia (bandiera)    | P     | Andrea Sala            |
| 2  | Italia (bandiera)    | D     | Carmelo Maesano        |
| 3  | Italia (bandiera)    | D     | Pietro Pio Baccillieri |
| 4  | Italia (bandiera)    | D     | Alessio De Bode        |
| 5  | Italia (bandiera)    | D     | Giorgio Gianola        |
| 6  | Italia (bandiera)    | C     | Alberto De Francesco   |
| 7  | Italia (bandiera)    | A     | Attilio Carpentieri    |
| 8  | Italia (bandiera)    | C     | Cosimo Forgione        |
| 8  | Danimarca (bandiera) | C     | Morten Knudsen         |
| 9  | Italia (bandiera)    | A     | Claudio Coralli        |
| 10 | Italia (bandiera)    | A     | Fabio Oggiano          |
| 11 | Italia (bandiera)    | A     | Andrea Tripicchio      |
| 12 | Italia (bandiera)    | P     | Mattia Licastro        |
| 13 | Senegal (bandiera)   | D     | Ameth Lo               |
| 14 | Italia (bandiera)    | C     | Stefano Botta          |

| N. |                         | Ruolo | Calciatore         |
| -- | ----------------------- | ----- | ------------------ |
| 15 | Serbia (bandiera)       | D     | Jevrem Kosnić      |
| 16 | Italia (bandiera)       | D     | Danilo Cucinotti   |
| 17 | Italia (bandiera)       | D     | Antonio Porcino    |
| 18 | Italia (bandiera)       | D     | Marco Cane         |
| 19 | Italia (bandiera)       | A     | Christian Silenzi  |
| 20 | Italia (bandiera)       | A     | Andrea Bianchimano |
| 21 | RD del Congo (bandiera) | C     | Luzayadio Bangu    |
| 22 | Italia (bandiera)       | P     | Vincenzo Comandè   |
| 23 | Italia (bandiera)       | C     | Andrea Romanò      |
| 24 | Italia (bandiera)       | D     | Marcello Possenti  |
| 25 | Italia (bandiera)       | A     | Salvatore Lancia   |
| 26 | Italia (bandiera)       | C     | Domenico Mazzone   |
| 27 | Italia (bandiera)       | A     | Vincenzo Tommasone |
| 29 | Italia (bandiera)       | A     | Vito Leonetti      |
| 30 | Italia (bandiera)       | D     | Marco De Vito      |

## Calciomercato

### Sessione estiva(dal 1/7 al 31/8)
| Acquisti | Acquisti             | Acquisti      | Acquisti      |
| R.       | Nome                 | da            | Modalità      |
| -------- | -------------------- | ------------- | ------------- |
| P        | Andrea Sala          | Ternana       | prestito      |
| D        | Giorgio Gianola      | AlbinoLeffe   | definitivo    |
| D        | Antonio Porcino      | Benevento     | definitivo    |
| D        | Ameth Lo             | Milan         | prestito      |
| D        | Jevrem Kosnic        | Budućnost     | definitivo    |
| D        | Marcello Possenti    | Reggiana      | definitivo    |
| C        | Alberto De Francesco | L’Aquila      | definitivo    |
| C        | Andy Bangu           | Fiorentina    | prestito      |
| C        | Stefano Botta        | Lucchese      | definitivo    |
| C        | Morten Knudsen       | Inter         | prestito      |
| C        | Domenico Mazzone     | Pescara       | prestito      |
| C        | Andrea Romanò        | Inter         | prestito      |
| A        | Christian Silenzi    | Inter         | definitivo    |
| A        | Vincenzo Tommasone   | Inter         | prestito      |
| A        | Claudio Coralli      | Cittadella    | definitivo    |
| A        | Michele Priorelli    | Vigor Lamezia | fine prestito |
| A        | Andrea Tripicchio    | Crotone       | prestito      |
| A        | Andrea Bianchimano   | Milan         | prestito      |
| A        | Salvatore Lancia     | Verona        | prestito      |
| A        | Attilio Carpentieri  | Lanciano      | definitivo    |

| Cessioni | Cessioni             | Cessioni           | Cessioni                           |
| R.       | Nome                 | a                  | Modalità                           |
| -------- | -------------------- | ------------------ | ---------------------------------- |
| P        | Marco Ventrella      | Bari               | fine prestito                      |
| D        | Michele Carrozza     | Crotone            | definitivo                         |
| C        | Fabio Roselli        | Catanzaro          | definitivo                         |
| C        | Giovanni Lavrendi    | Palmese            | svincolato                         |
| C        | Davide Corso         | Palmese            | definitivo                         |
| C        | Marco Foderaro       | Isola Capo Rizzuto | svincolato                         |
| C        | Christian Tiboni     |                    | svincolato - accasato all'Agropoli |
| A        | Giuseppe De Marco    | Palmese            | definitivo                         |
| C        | Cosimo Forgione      |                    | svincolato - accasato al Potenza   |
| C        | Antonino Mangiola    | Sicula Leonzio     | definitivo                         |
| A        | Francesco Bramucci   |                    | svincolato                         |
| C        | Francesco Villa      | Crotone            | definitivo                         |
| C        | Domenico Brunetti    | Crotone            | definitivo                         |
| A        | Domenico Zampaglione | Palmese            | svincolato                         |
| C        | Salvatore Castaldi   | Nocerina           | prestito                           |
| A        | Francesco Pelosi     | Ternana            | prestito                           |
| C        | Alessio Silvestri    | Cittanovese        | prestito                           |
| C        | Emanuele D'Ambrosio  | San Severo         | prestito                           |

### Sessione invernale(dal 03/01 al 31/01)
| Acquisti | Acquisti           | Acquisti  | Acquisti      |
| R.       | Nome               | da        | Modalità      |
| -------- | ------------------ | --------- | ------------- |
| D        | Marco De Vito      | Monopoli  | prestito      |
| C        | Salvatore Castaldi | Nocerina  | fine prestito |
| A        | Vito Leonetti      | Lumezzane | prestito      |

| Cessioni | Cessioni      | Cessioni  | Cessioni |
| R.       | Nome          | a         | Modalità |
| -------- | ------------- | --------- | -------- |
| A        | Fabio Oggiano | Lumezzane | prestito |

## Risultati

### Lega Pro

#### Girone di andata
| Arbitro: | Cipriani (Empoli) |

|                                                  |           |             |
| Calderini 29’ Albadoro 36’ (rig.) D'Agostino 87’ | Marcatori | 51’ Gianola |

| Arbitro: | Piscopo (Imperia) |

|                                |           |  |
| Porcino 46’ Oggiano 65’ (rig.) | Marcatori |  |

| Arbitro: | Chindemi (Viterbo) |

|                 |           |                                     |
| Marino 15’, 40’ | Marcatori | 33’ (rig.) Coralli 86’ De Francesco |

| Arbitro: | Perotti (Legnano) |

|           |           |                |
| Bangu 79’ | Marcatori | 28’ Piscitella |

| Arbitro: | Proietti (Terni) |

|              |           |            |
| Esposito 26’ | Marcatori | 2’ Porcino |

| Reggio Calabria 25 settembre 2016, ore 16:30 CEST 6ª giornata | Reggina      | 0 – 0 referto | Cosenza | Stadio Oreste Granillo (4 745 spett.)\| Arbitro: \| Giua (Olbia) \| |
| Arbitro:                                                      | Giua (Olbia) |               |         |                                                                     |

| Arbitro: | Dionisi (L'Aquila) |

|              |           |  |
| Caturano 47’ | Marcatori |  |

| Arbitro: | Pillitteri (Palermo) |

|           |           |  |
| Bangu 59’ | Marcatori |  |

| Arbitro: | Zanonato (Vicenza) |

|                            |           |                  |
| Carriero 40’ Taurino 90+1’ | Marcatori | 14’, 56’ Coralli |

| Arbitro: | Robilotta (Sala Consilina) |

|                         |           |                                                                  |
| Porcino 32’ Coralli 50’ | Marcatori | 7’ (rig.), 27’, 39’ Negro 75’ Carretta 90’ Iannini 90+2’ Louzada |

| Arbitro: | Strippoli (Bari) |

|                     |           |  |
| Saraniti 33’ (rig.) | Marcatori |  |

| Arbitro: | De Angeli (Abbiategrasso) |

|  |           |                         |
|  | Marcatori | 22’ Longoni 79’ Valente |

| Arbitro: | Annaloro (Collegno) |

|                                           |           |  |
| Laezza 65’ Gammone 70’ De Vena 87’ (rig.) | Marcatori |  |

| Arbitro: | Pasciuta (Agrigento) |

|                                        |           |                             |
| Tripicchio 45’ Pambianchi 90+1’ (aut.) | Marcatori | 15’ De Giorgio 65’ Paolucci |

| Arbitro: | Volpi (Arezzo) |

|                     |           |                   |
| Giovinco 70’ (rig.) | Marcatori | 90+2’ Bianchimano |

| Arbitro: | Pagliardini (Arezzo) |

|                   |           |               |
| Angelo 46’ (aut.) | Marcatori | 17’ Sicurella |

| Arbitro: | De Remigis (Teramo) |

|           |           |  |
| Nzola 55’ | Marcatori |  |

| Reggio Calabria 10 dicembre 2016, ore 16:30 CET 18ª giornata | Reggina          | 0 – 0 referto | Fidelis Andria | Stadio Oreste Granillo (3 525 spett.)\| Arbitro: \| Andreini (Forlì) \| |
| Arbitro:                                                     | Andreini (Forlì) |               |                |                                                                         |

| Arbitro: | Pietropaolo (Modena) |

|                                |           |              |
| Camilleri 3’ Kosnić 32’ (aut.) | Marcatori | 67’ Possenti |

#### Girone di ritorno
| Arbitro: | Natilla (Molfetta) |

|                             |           |               |
| Coralli 40’ Bianchimano 78’ | Marcatori | 62’ Ladaresta |

| Arbitro: | Guccini (Albano Laziale) |

|                          |           |  |
| Bruno 72’ Milinković 81’ | Marcatori |  |

| Arbitro: | Guarnieri (Empoli) |

|                        |           |           |
| Porcino 3’ Coralli 19’ | Marcatori | 62’ Gomez |

| Arbitro: | Valiente (Salerno) |

|                                      |           |                  |
| Marchese 4’ Tavares 37’ Russotto 89’ | Marcatori | 82’ De Francesco |

| Reggio Calabria 4 febbraio 2017, ore 14:30 CET 24ª giornata | Reggina        | 0 – 0 referto | Monopoli | Stadio Oreste Granillo (3 263 spett.)\| Arbitro: \| Curti (Milano) \| |
| Arbitro:                                                    | Curti (Milano) |               |          |                                                                       |

| Arbitro: | Ranaldi (Tivoli) |

|                   |           |                 |
| D'Orazio 35’, 81’ | Marcatori | 3’, 69’ Coralli |

| Arbitro: | Massimi (Termoli) |

|             |           |                         |
| Coralli 27’ | Marcatori | 20’ Marconi 47’ Doumbia |

| Arbitro: | Chindemi (Viterbo) |

|                           |           |                                    |
| Marotta 28’, 42’ Ripa 32’ | Marcatori | 41’ Bangu 73’ De Vito 75’ Leonetti |

| Arbitro: | Amabile (Vicenza) |

|                                               |           |  |
| Bangu 19’ Coralli 60’ De Francesco 70’ (rig.) | Marcatori |  |

| Arbitro: | Mei (Pesaro) |

|                                |           |  |
| Di Lorenzo 8’ Negro 28’ (rig.) | Marcatori |  |

| Reggio Calabria 19 marzo 2017, ore 18:45 CET 30ª giornata | Reggina           | 0 – 0 referto | Vibonese | Stadio Oreste Granillo (3 478 spett.)\| Arbitro: \| Piscopo (Imperia) \| |
| Arbitro:                                                  | Piscopo (Imperia) |               |          |                                                                          |

| Arbitro: | Detta (Mantova) |

|             |           |          |
| Longoni 42’ | Marcatori | 38’ Cane |

| Arbitro: | Maggioni (Lecco) |

|                              |           |            |
| Botta 11’ Coralli 38’ (rig.) | Marcatori | 55’ Foggia |

| Arbitro: | Dionisi (L'Aquila) |

|  |           |             |
|  | Marcatori | 55’ Coralli |

| Arbitro: | Proietti (Terni) |

|            |           |  |
| Kosnić 61’ | Marcatori |  |

| Arbitro: | Zanonato (Vicenza) |

|              |           |  |
| Loiacono 54’ | Marcatori |  |

| Arbitro: | Marchetti (Ostia Lido) |

|                                       |           |                |
| Bianchimano 9’ Leonetti 12’ Bangu 82’ | Marcatori | 80’, 89’ Abate |

| Arbitro: | Perotti (Legnano) |

|                        |           |                     |
| Berardino 90+1’ (rig.) | Marcatori | 90+3’ (rig.) Kosnić |

| Arbitro: | De Santis (Lecce) |

|                                                        |           |                           |
| Bianchimano 11’ Coralli 12’ Maesano 74’ Tripicchio 86’ | Marcatori | 30’, 32’ Caruso 70’ Zerbo |

### Coppa Italia Lega Pro

#### Fase eliminatoria a gironi

##### Girone M
| Squadra  | P.ti | G | V | N | P | GF | GS | DR |
| -------- | ---- | - | - | - | - | -- | -- | -- |
| Vibonese | 4    | 2 | 1 | 1 | 0 | 4  | 2  | +2 |
| Paganese | 3    | 2 | 1 | 0 | 1 | 1  | 2  | -1 |
| Reggina  | 1    | 2 | 0 | 1 | 1 | 2  | 3  | -1 |

| Arbitro: | Luciano (Lamezia Terme) |

|  |           |              |
|  | Marcatori | 7’ Silvestri |

| Arbitro: | Curti (Milano) |

|                            |           |                                   |
| Chiavazzo 52’ Saraniti 63’ | Marcatori | 38’ Bangu 69’ (rig.) De Francesco |

## Statistiche

### Statistiche di squadra
Aggiornato al 7 maggio 2017.
| Competizione          | Punti | In casa | In casa | In casa | In casa | In casa | In casa | In trasferta | In trasferta | In trasferta | In trasferta | In trasferta | In trasferta | Totale | Totale | Totale | Totale | Totale | Totale | DR  |
| Competizione          | Punti | G       | V       | N       | P       | Gf      | Gs      | G            | V            | N            | P            | Gf           | Gs           | G      | V      | N      | P      | Gf     | Gs     | DR  |
| --------------------- | ----- | ------- | ------- | ------- | ------- | ------- | ------- | ------------ | ------------ | ------------ | ------------ | ------------ | ------------ | ------ | ------ | ------ | ------ | ------ | ------ | --- |
| Lega Pro              | 45    | 19      | 9       | 7       | 3       | 27      | 22      | 19           | 1            | 8            | 10           | 17           | 32           | 38     | 10     | 15     | 13     | 44     | 54     | -10 |
| Coppa Italia Lega Pro | -     | 0       | 0       | 0       | 0       | 0       | 0       | 2            | 0            | 1            | 1            | 2            | 3            | 2      | 0      | 1      | 1      | 2      | 3      | -1  |
| Totale                | 45    | 19      | 9       | 7       | 3       | 27      | 22      | 21           | 1            | 9            | 11           | 19           | 35           | 40     | 10     | 16     | 14     | 46     | 57     | -11 |

### Andamento in campionato
Aggiornato al 7 maggio 2017.
| Giornata  | 1  | 2 | 3 | 4 | 5 | 6 | 7  | 8 | 9 | 10 | 11 | 12 | 13 | 14 | 15 | 16 | 17 | 18 | 19 | 20 | 21 | 22 | 23 | 24 | 25 | 26 | 27 | 28 | 29 | 30 | 31 | 32 | 33 | 34 | 35 | 36 | 37 | 38 |
| --------- | -- | - | - | - | - | - | -- | - | - | -- | -- | -- | -- | -- | -- | -- | -- | -- | -- | -- | -- | -- | -- | -- | -- | -- | -- | -- | -- | -- | -- | -- | -- | -- | -- | -- | -- | -- |
| Luogo     | T  | C | T | C | T | C | T  | C | T | C  | T  | C  | T  | C  | T  | C  | T  | C  | T  | C  | T  | C  | T  | C  | T  | C  | T  | C  | T  | C  | T  | C  | T  | C  | T  | C  | T  | C  |
| Risultato | P  | V | N | N | N | N | P  | V | N | P  | P  | P  | P  | N  | N  | N  | P  | N  | P  | V  | P  | V  | P  | N  | N  | P  | N  | V  | P  | N  | N  | V  | V  | V  | P  | V  | N  | V  |
| Posizione | 17 | 6 | 6 | 8 | 7 | 8 | 11 | 8 | 8 | 12 | 15 | 16 | 18 | 18 | 18 | 18 | 19 | 19 | 19 | 16 | 17 | 15 | 16 | 15 | 17 | 18 | 16 | 16 | 16 | 18 | 17 | 15 | 14 | 13 | 14 | 14 | 14 | 13 |

Fonte:  Lega Pro 16/17, su stats.betradar.com, Lega Pro.
Legenda:

Luogo: C = Casa; T = Trasferta. Risultato: V = Vittoria; N = Pareggio; P = Sconfitta.

### Statistiche dei giocatori
Aggiornato al 7 maggio 2017.
| Giocatore       | Lega Pro | Lega Pro | Lega Pro    | Lega Pro   | Coppa Italia Lega Pro | Coppa Italia Lega Pro | Coppa Italia Lega Pro | Coppa Italia Lega Pro | Totale   | Totale | Totale      | Totale     |
| Giocatore       | Presenze | Reti     | Ammonizioni | Espulsioni | Presenze              | Reti                  | Ammonizioni           | Espulsioni            | Presenze | Reti   | Ammonizioni | Espulsioni |
| --------------- | -------- | -------- | ----------- | ---------- | --------------------- | --------------------- | --------------------- | --------------------- | -------- | ------ | ----------- | ---------- |
| P. Baccillieri  | 0        | 0        | 0           | 0          | 0                     | 0                     | 0                     | 0                     | 0        | 0      | 0           | 0          |
| L. Bangu        | 33       | 5        | 5           | 1          | 2                     | 1                     | 0                     | 0                     | 35       | 6      | 5           | 1          |
| A. Bianchimano  | 29       | 4        | 1           | 1          | 1                     | 0                     | 0                     | 0                     | 30       | 4      | 1           | 1          |
| S. Botta        | 35       | 1        | 4           | 0          | 1                     | 0                     | 0                     | 0                     | 36       | 1      | 4           | 0          |
| M. Cane         | 32       | 1        | 3           | 0          | 2                     | 0                     | 1                     | 0                     | 34       | 1      | 4           | 0          |
| A. Carpentieri  | 6        | 0        | 0           | 0          | 2                     | 0                     | 0                     | 0                     | 8        | 0      | 0           | 0          |
| V. Comandè      | 0        | 0        | 0           | 0          | 0                     | 0                     | 0                     | 0                     | 0        | 0      | 0           | 0          |
| C. Coralli      | 34       | 13       | 5           | 0          | 1                     | 0                     | 0                     | 0                     | 35       | 13     | 5           | 0          |
| D. Cucinotti    | 9        | 0        | 1           | 0          | 1                     | 0                     | 0                     | 0                     | 10       | 0      | 1           | 0          |
| A. De Bode      | 5        | 0        | 1           | 1          | 2                     | 0                     | 1                     | 0                     | 7        | 0      | 2           | 1          |
| A. De Francesco | 37       | 3        | 4           | 0          | 2                     | 1                     | 0                     | 0                     | 39       | 4      | 4           | 0          |
| M. De Vito      | 11       | 1        | 2           | 0          | 0                     | 0                     | 0                     | 0                     | 11       | 1      | 2           | 0          |
| C. Forgione     | 1        | 0        | 0           | 0          | 2                     | 0                     | 0                     | 0                     | 3        | 0      | 0           | 0          |
| G. Gianola      | 36       | 1        | 6           | 1          | 2                     | 0                     | 0                     | 0                     | 38       | 1      | 6           | 1          |
| J. Kosnic       | 34       | 2        | 5           | 1          | 0                     | 0                     | 0                     | 0                     | 34       | 2      | 5           | 1          |
| M. Knudsen      | 29       | 0        | 2           | 0          | 0                     | 0                     | 0                     | 0                     | 29       | 0      | 2           | 0          |
| S. Lancia       | 6        | 0        | 0           | 0          | 2                     | 0                     | 0                     | 0                     | 8        | 0      | 0           | 0          |
| V. Leonetti     | 15       | 2        | 3           | 0          | 0                     | 0                     | 0                     | 0                     | 15       | 2      | 3           | 0          |
| M. Licastro     | 1        | -3       | 0           | 0          | 1                     | -2                    | 0                     | 0                     | 2        | -5     | 0           | 0          |
| A. Lo           | 1        | 0        | 0           | 0          | 0                     | 0                     | 0                     | 0                     | 1        | 0      | 0           | 0          |
| C. Maesano      | 17       | 1        | 0           | 0          | 2                     | 0                     | 0                     | 0                     | 19       | 1      | 0           | 0          |
| D. Mazzone      | 2        | 0        | 0           | 0          | 0                     | 0                     | 0                     | 0                     | 2        | 0      | 0           | 0          |
| F. Oggiano      | 14       | 1        | 2           | 0          | 0                     | 0                     | 0                     | 0                     | 14       | 1      | 2           | 0          |
| A. Porcino      | 36       | 4        | 5           | 0          | 2                     | 0                     | 0                     | 0                     | 38       | 4      | 5           | 0          |
| M. Possenti     | 27       | 1        | 3           | 0          | 0                     | 0                     | 0                     | 0                     | 27       | 1      | 3           | 0          |
| A. Romanò       | 15       | 0        | 4           | 0          | 0                     | 0                     | 0                     | 0                     | 15       | 0      | 4           | 0          |
| A. Sala         | 37       | -51      | 4           | 0          | 1                     | -1                    | 0                     | 0                     | 38       | -52    | 4           | 0          |
| C. Silenzi      | 2        | 0        | 0           | 0          | 0                     | 0                     | 0                     | 0                     | 2        | 0      | 0           | 0          |
| V. Tommasone    | 5        | 0        | 0           | 0          | 0                     | 0                     | 0                     | 0                     | 5        | 0      | 0           | 0          |
| A. Tripicchio   | 11       | 2        | 1           | 0          | 2                     | 0                     | 0                     | 0                     | 13       | 2      | 1           | 0          |